# مارین‌برخ
مارین‌برخ (به هلندی: Mariënberg) یک منطقهٔ مسکونی در هلند است که در Hardenberg واقع شده‌است. مارین‌برخ ۸۴۰ نفر جمعیت دارد.